# Peros do Can
Peros do Can es el nombre de una variedad cultivar de manzano (Malus domestica). Esta manzana es originaria de Galicia, está cultivada en la colección de árboles frutales y banco de germoplasma de Mabegondo con el Nº 5; ejemplares procedentes de esquejes localizados en Santiago de Landoi, parroquia del municipio de Cariño (La Coruña).

## Sinónimos
- "Manzana Peros do Can",[4][5]
- "Maceira Peros do Can".

## Características
El manzano de la variedad 'Peros do Can' tiene un vigor vigoroso, productivo. Tamaño grande y porte erguido.
Época de inicio de brotación a partir del 18 de abril y de floración a partir de 7 de mayo.
Las hojas tienen una longitud del limbo de tamaño medio, con la máxima anchura del limbo estrecho. Longitud de las estípulas es media y la máxima anchura de las estípulas es media. Denticulación del borde del limbo es serrado, con la forma del ápice del limbo cuspidado y la forma de la base del limbo es agudo. Con subestípulas presentes.
Sus flores tienen una longitud de los pétalos media, anchura de los pétalos es media, disposición de los pétalos libres entre sí, con una longitud del pedúnculo media.
La variedad de manzana 'Peros do Can' tiene un fruto de tamaño pequeño, de forma oblongo-cónica, de color amarillo, con chapa lavada, e intensidad pálida. Epidermis de textura suave sin pruina en su superficie, y con presencia de cera débil. Sensibilidad al "russeting" (pardeamiento áspero superficial que presentan algunas variedades) muy poco sensible. Con lenticelas de tamaño mediano.
Los sépalos están dispuestos de forma variable, y superpuestos en su base; su fosa calicina es poco profunda de una anchura media. Pedúnculo de grosor estrecho y de longitud medio, siendo la cavidad peduncular de una profundidad media y de anchura media. Con pulpa de color blanca, de firmeza es intermedia y textura intermedia; su jugosidad es intermedia con sabor de acidez alta, y aromática.
Época de maduración y recolección a partir del 15 de octubre. 'Peros do Can' es una manzana que su destino es la conservación de esta variedad en el banco de germoplasma de Mabegondo como reserva genética.

## Susceptibilidades
- Oidio: ataque débil
- Moteado: no presenta
- Raíces aéreas: no presenta
- Momificado: no presenta
- Pulgón lanígero: ataque débil
- Pulgón verde: ataque fuerte
- Araña roja: no presenta
- Chancro del manzano: no presenta[3]